# Axis Airways
 (mai 2018).
Si vous disposez d'ouvrages ou d'articles de référence ou si vous connaissez des sites web de qualité traitant du thème abordé ici, merci de compléter l'article en donnant les références utiles à sa vérifiabilité et en les liant à la section « Notes et références ».
Pour les articles homonymes, voir Axis.
Axis Airways (Code AITA : 6V puis 9X ; code OACI : AXY) était une compagnie aérienne française basée à l'aéroport de Marseille Provence. Elle était spécialisée dans les vols touristiques et l'activité de fret express. Elle s'est appelée Axis Airways, New Axis Airways puis Axis French Airlines / Axis Compagnie Aérienne française (FlyAxis).

## Histoire

### Axis Airways
- 1999 : En novembre, constitution de la société commerciale Axis Partners par Mrs Fourques, Guichard, Lattes, Laporte et Chauchard, anciens collaborateurs d'Air Littoral[1], située à l'Aéroport de Montpellier.
En décembre, la compagnie réalise son premier vol Fret Express : Rennes-Paris-Bastia.

- 2000 : Le mois de janvier voit le premier vol passager de la compagnie réalisé entre Marseille et Valence (Espagne).
  - Implantation d’un bureau à l’aéroport Marseille-Provence.
  - Ouverture de la première ligne Fret Express régulière entre Toulouse et Paris.
  - En avril Axis Partners rachète la compagnie Sinair à Pan Européenne Air Service[2].
  - En juin le siège implanté à Montpellier est transféré à Marseille.

- 2001 : La compagnie exploite en avril son premier vol charter sous pavillon Axis Airways. En effet, la compagnie Sinair rachetée l'année passée vole désormais sous le nom d'Axis Airways.
  - Premier vol transatlantique cargo en mai.
- 2005: La compagnie introduit le premier Boeing 757-200 en France. Axis a transporté cette année là, 570 000 passagers et 20 000 tonnes de fret pour le compte de voyagistes français et des leaders mondiaux du transport express de fret[3]. Axis compte alors un effectif de plus de 300 salariés et réalise un Chiffre d'Affaires de 96 Millions €.
- 2006 : En avril, Prado Finance a pris une participation majoritaire (65 %) dans le capital de la compagnie[3], les 35 % restants sont répartis entre le management et les associés fondateurs.
  - Pierre-Olivier Di Fusco a été nommé Président du Groupe Axis Airways.
  - La compagnie est introduite sur le marché libre d'Euronext Paris le 27 juillet 2006 (FR0010359513 - MLAXI)
  - En octobre, Pierre-Olivier Di Fusco a déclaré la compagnie en cessation de paiement et a déposé le bilan au tribunal de commerce d'Aix-en-Provence[4] qui a décidé d'une période d'observation de six mois et a nommé Me Douhaire comme administrateur judiciaire.

### New Axis Airways
- Décembre 2006 :

Logotype de New Airways Airlines

  - Le 1er décembre 2006, le quitus du Conseil Supérieur de l’Aviation Marchande et l’accord sur le plan de reprise obtenu auprès du Tribunal de Commerce d’Aix-en-Provence, permettent à Axis Airways de continuer sous le nom New Axis Airways[5]. La compagnie aérienne, basée à Marignane, modifie totalement son actionnariat[6]. Le fonds d’investissement belge Prado Finance (majoritaire à 65 %) jette l’éponge ainsi qu’un prétendant à ce tour de table Bérenger Voyages (Paris). Le capital est désormais détenu majoritairement par la société International Sport Fashion (ISF) du marseillais Sylvain Ammar (35 %), la compagnie israélienne de charters Arkia ((20 %)[4], une SCI marseillaise Etoile de la Valentine (26 %), le TO parisien, aussi présent à Marseille et spécialisé sur la Tunisie, Gamma Travel Services (13 %) et le voyagiste strasbourgeois Sarah Tours International (6 %)[7].
Ces nouveaux actionnaires apportent quatre millions d’euros d’argent frais plus quatre autres millions en garantie. 71 des 160 salariés sont repris. Sylvain Ammar devient Président de New Axis Airways[8], secondé par Raphaël Trojmann (Pdg de Sarah Tours), vice-président chargé de la stratégie et du développement. Gilles Bourges (ancien directeur des opérations de la compagnie) devient Directeur Général et l’ancien Pdg, Olivier Di Fusco prend un poste de conseiller auprès du Président.

- Mars 2007 : 
  - Pierre-Olivier Di Fusco prend la direction commerciale en remplacement de Raphaël Trojmann.
  - La compagnie espère pouvoir faire entrer trois avions en septembre 2007 comme des Boeing 737-800.
  - La compagnie annonce que son programme est complet grâce à un voyagiste tunisien probablement Gamma Travel, voyagiste chef de file sur son marché depuis 15 ans et actionnaire important de Axis Airways. Elle espère desservir Israël au départ de Lyon de Nantes et Paris.
  - Fin 2007, la compagnie lance Marseille-Tel Aviv puis en mars 2008 elle lance Paris CDG- Tel Aviv et Toulouse-Tel Aviv.
- Avril 2008 : Un Boeing 737-400 de New Axis Airways devait être basé à l’aéroport de Nîmes pour opérer à partir du 4 avril 2008, un réseau de 13 lignes vers Amsterdam, Nice, Athènes, Palma, Ibiza, Séville, Lisbonne, Tunis, Marrakech, Fès, Rabat, Bastia et Ajaccio[9] commercialisé par la nouvelle compagnie régulière type low-cost Eurociel, filiale de l'agence de voyages maritime montpelliéraine Euromer et de Véolia Transport, le gestionnaire de l'aéroport mais au dernier moment, le projet capote et les vols seront commercialisés au départ de l'aéroport de Montpellier laissant sur le carreau les clients nîmois[10]. Néanmoins, aucun vol ne décollera pour cette compagnie Eurociel.

- Le 19 mai 2008, Norbert Boccara (Ex AOM) est nommé Directeur Général de NEW AXIS AIRWAYS en remplacement de Gilles Bourges. Il a pour mission la restructuration profonde de la Compagnie et la poursuite de sa reconversion en compagnie régulière. Les lignes à destinations de Tel Aviv au départ de Marseille et Paris CDG fonctionnent. La ligne Toulouse/Tel Aviv restera saisonnière en 2008 car le potentiel était insuffisant. Le programme régulier Hiver est reconduit et des études d'ouverture de nouvelles lignes sont menées notamment Marseille - Casablanca[11]. La modernisation de la flotte se poursuit afin d'accompagner les ambitions de la compagnie qui sera présente avec de nouvelles couleurs à Top Resa Paris en septembre 2008.

### Axis Compagnie Aérienne Française (FlyAxis)

Logotype de Axis Compagnie Aérienne Française

- En septembre 2009, la compagnie annonce  l'arrêt de ses vols  réguliers (Marseille-Casablanca)[12],[13], pour revenir uniquement sur sa première vocation de compagnie charter, elle prend le nom de Axis French Airlines (Axis Compagnie Aérienne française) ou FlyAxis[1]. Elle signe un contrat de leasing pour 2 Boeing 737-800, avec "General Electric Commercial Aviation" qu'elle base sur Paris-CDG et Marseille-Provence. Elle assure en plus des vols charters, des vols réguliers sur Tel-Aviv[14]. Elle crée une base sur l'aéroport de Nantes[15].

- Le 19 novembre 2009, la compagnie est à nouveau en cessation de paiement[16] et le 7 décembre 2009 la liquidation de la compagnie est prononcée[17]. Zvi Ammar, homme d'affaires marseillais bien connu, par ailleurs président du consistoire israélite, était le principal actionnaire de la compagnie[18].

## La compagnie en chiffres
- Réseau vols touristiques: Paris-Roissy vers les destinations du Bassin Méditerranéen (Flotte Boeing 737) et les destinations Afrique Ouest et de l'Est.
- Nombre de clients transportés : 250 000 en 2005

- Réseau fret express : Paris-Roissy, Marseille, Lyon, Liège, Dublin
- Nombre de tonnes de fret transportées : 20 000[12]

## Flotte
- 1 Boeing 737-400 F-GLXQ.
- 2 Boeing 737-800 F-GZZA, F-GIRS
- 1 Boeing 757-200 F-HAXY

Deux B737-800NG sont arrivés en avril 2009 qui marquera le départ du B737-300.

## Partenaires et clients
- Club Méditerranée - Jet Tours
- Nouvelles Frontières
- Marmara
- Go voyages
- Switch
- Pacific Elysées
- Liesse Voyages
- Point-Afrique

## Galerie photographique

Boeing 737 d'Axis Airways le 06 septembre 2004
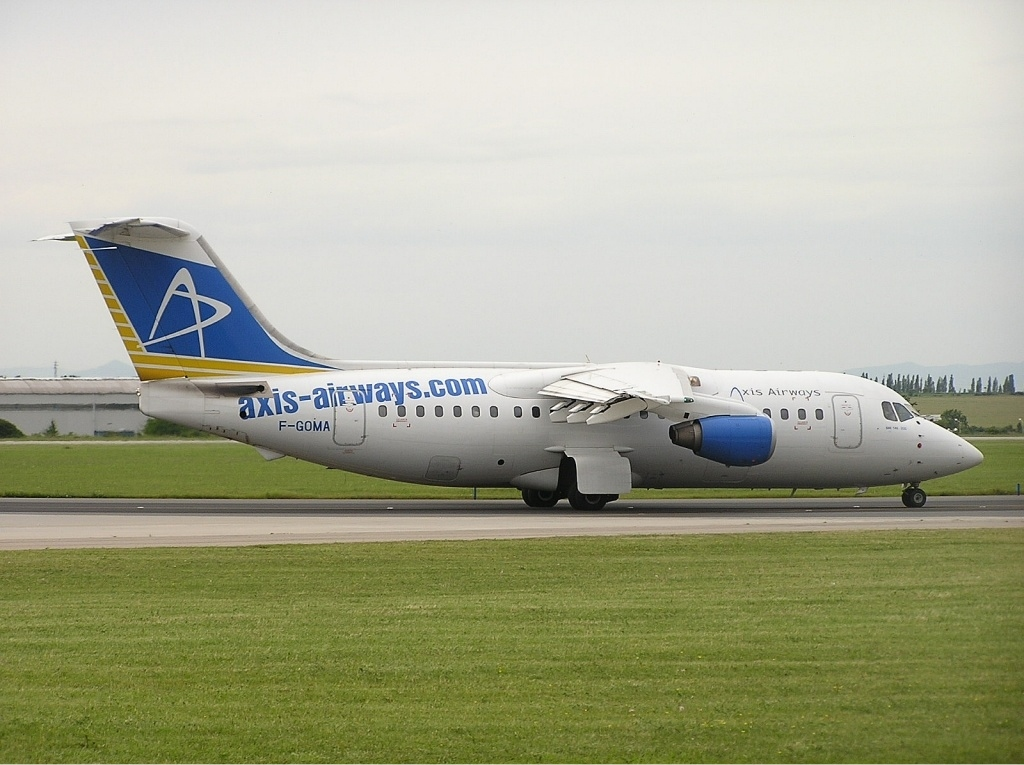
BAe 146-200QC F-GOMA d'Axis Airways en 2004
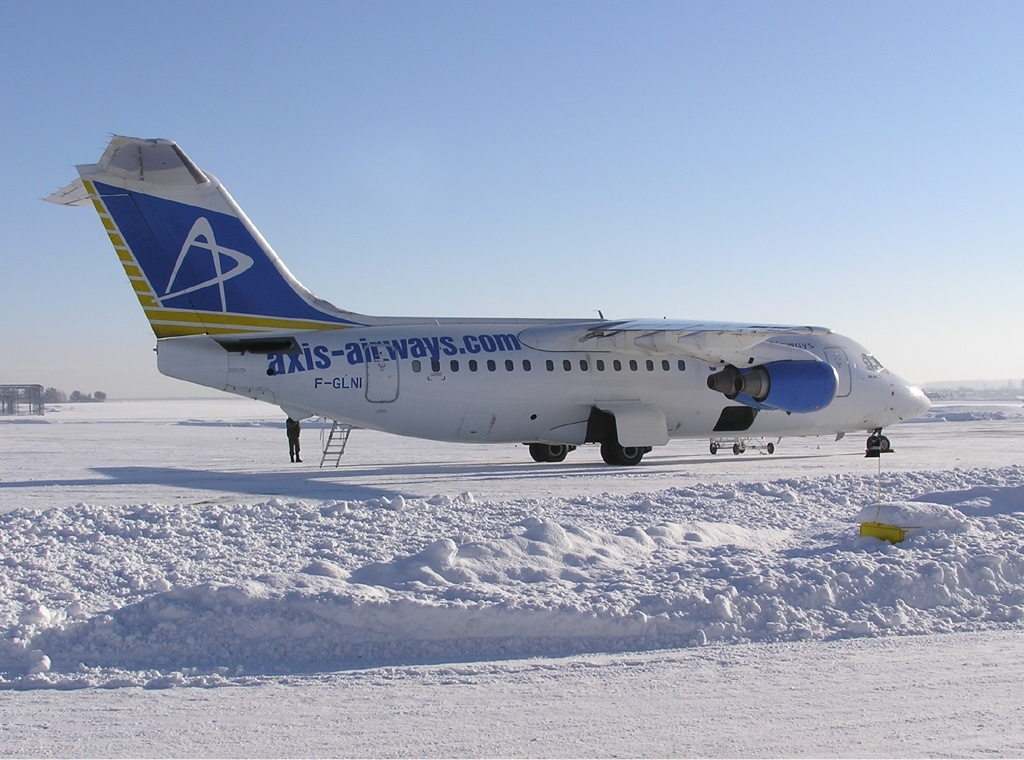
BAe 146-200 d'Axis Airways en 2004
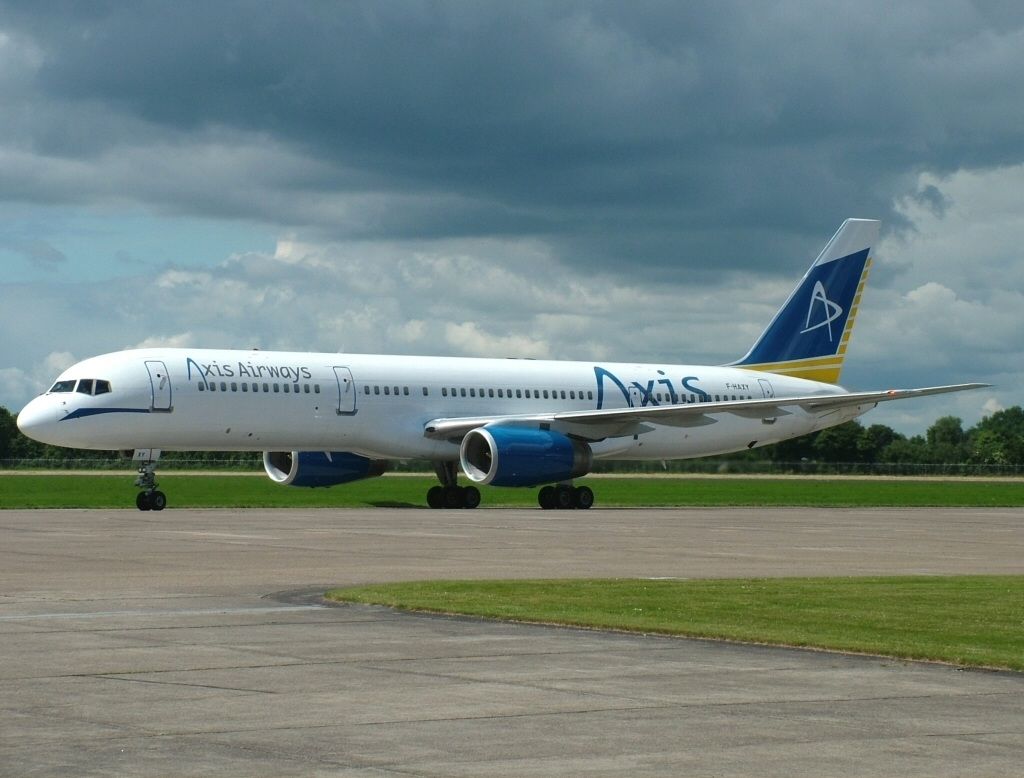
Boeing 757-200 F-HAXY d'Axis Airways en 2005
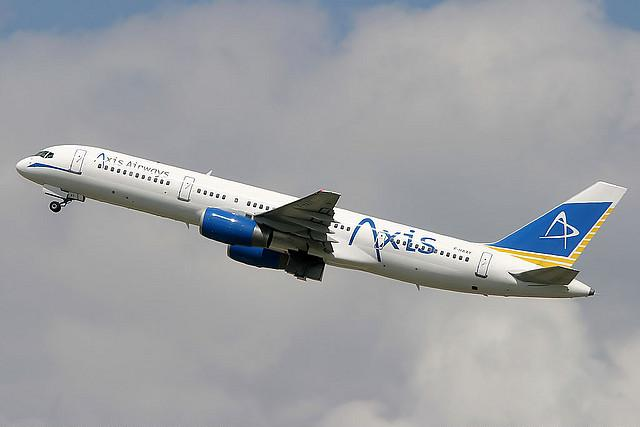
Boeing 757-200 F-HAXY de New Axis Airways en 2005
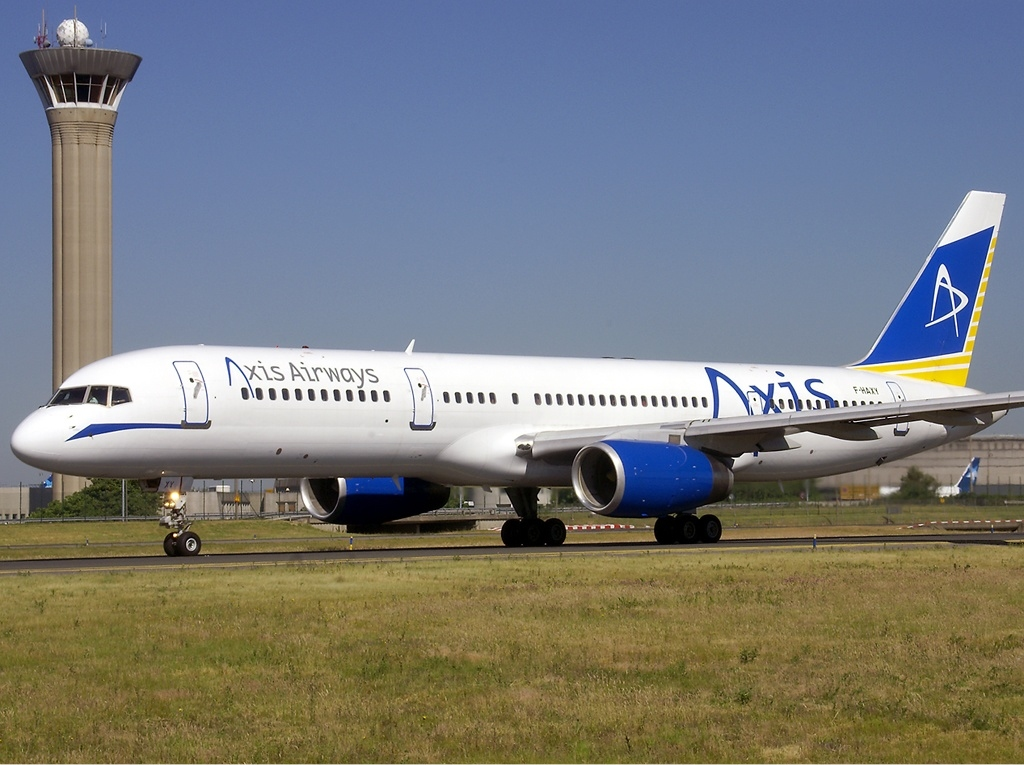
Boeing 757-200 de Axis Airways en 2005
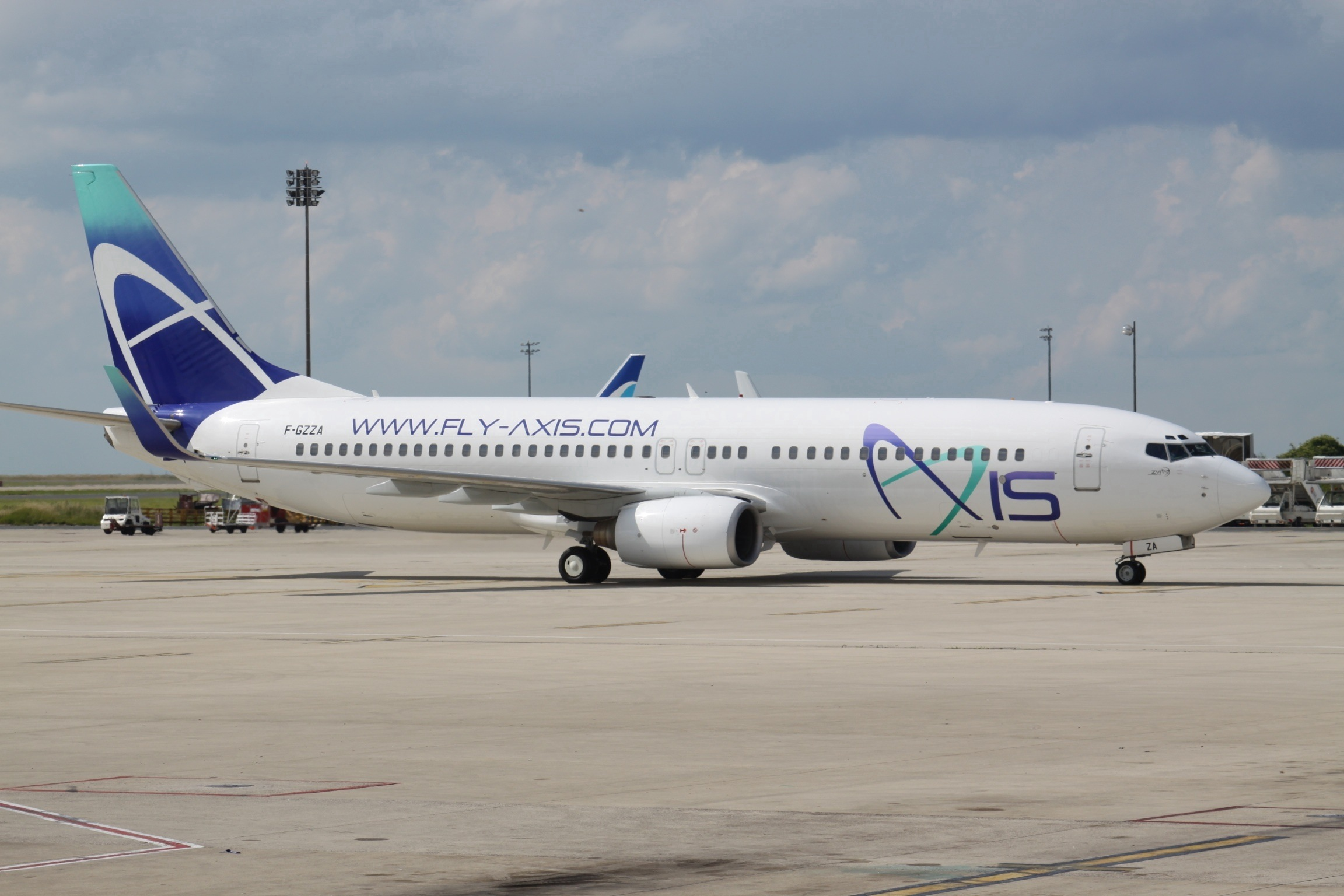
Boeing 737 de AXIS French Airlines le 14 juin 2008 à Paris-Charles de Gaulle
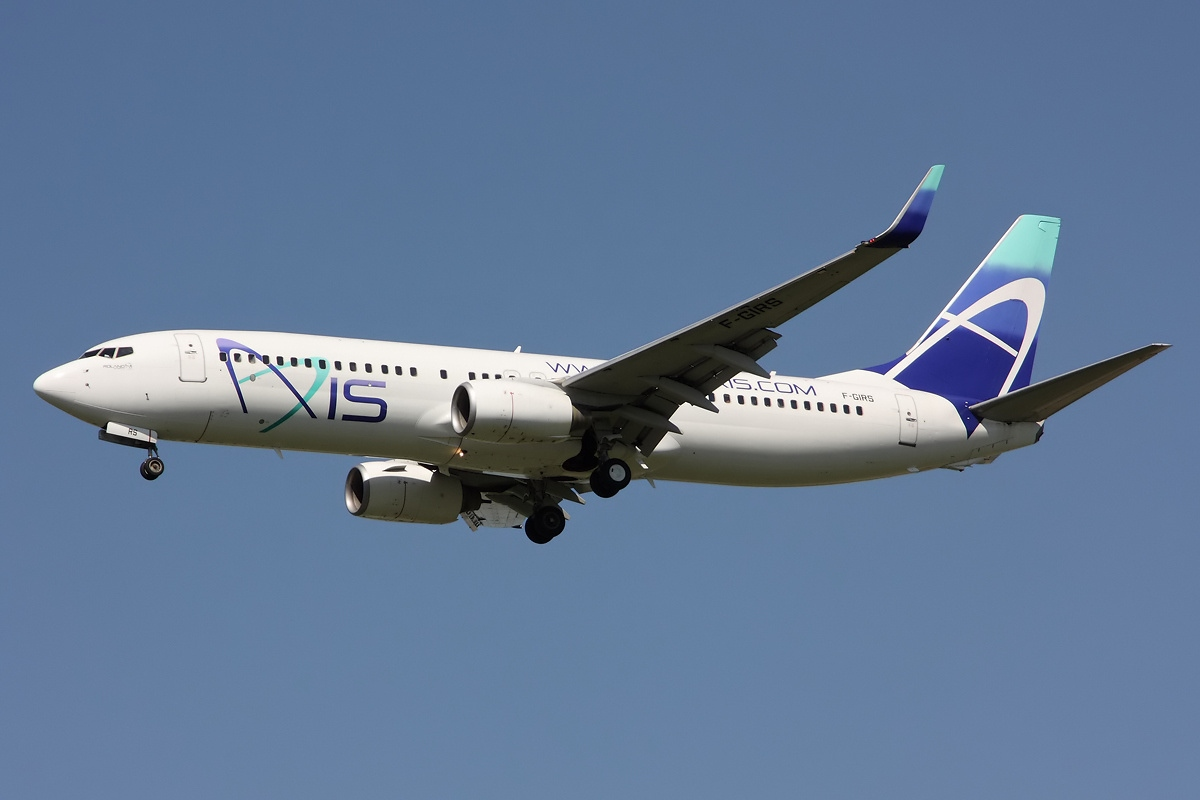
Boeing 737-86N F-GIRS en 2009 à St. Petersburg (Russie)